# Gabriel Codru Pleșa
Gabriel Codru Pleșa (n. 11 octombrie 1966)  este primarul municipiului Alba Iulia, din anul 2020, câștigând alegerile alături alianța USR PLUS. Anterior a ocupat funcția de viceprimar, în perioada 2015-2020 și cea de consilier local între 2004-2015.